# Princesas (telenovela)
Princesas es una telenovela peruana creada por Miguel Zuloaga, producida por ProTV Producciones y emitida por la cadena América Televisión. Es una adaptación contemporánea de las historias de cuatro princesas de cuentos: Blancanieves, Bella, La Cenicienta y Rapunzel; además de varios personajes más de otros cuentos de hadas o historias fantásticas. Con sus principales canciones compuestas y cantadas por Nicole Pillman.
Está protagonizada por Fiorella Pennano, Tatiana Calmell, Priscila Espinoza y Flavia Laos junto a Francisco Andrade, Mauricio Abad, Juan Ignacio Di Marco y Stefano Salvini. A su vez, está antagonizada por Karina Jordán, Patricia Portocarrero, Andrea Luna, Sebastián Stimman, Korina Rivadeneira y Ana Cecilia Natteri. Así mismo, su elenco principal cuenta con los roles estelares de Giuliana Muente, Monserrat Brugué, Leslie Stewart, Norma Martínez, Javier Delgiudice, Jimena Lindo, César Ritter, Alessa Esparza, Guillermo Castañeda, Germán Ramírez, Sergio Galliani, Francisco Donovan y Pablo Saldarriaga.
Princesas se estrenó el 1 de diciembre de 2020 y finalizó el 26 de febrero de 2021. Fue nominada a los premios Luces de 2020 como mejor ficción y a mejor actriz de TV por Fiorella Pennano.
Una serie secuela titulada Brujas fue estrenada el 4 de enero de 2025 a través de la plataforma de streaming Vix.

## Sinopsis
La historia tiene como protagonistas a cuatro princesas, muy distintas y únicas en su forma de ser pero su vida de alguna u otra manera se interconecta. Ellas tienen familias y problemas diferentes, pero todas quieren alcanzar un único objetivo: la felicidad.

## Argumento
Inspirada en las historias de princesas de cuentos de hadas, esta es la historia de cuatro chicas:
- Blanca del Bosque (Fiorella Pennano): Tras el fallecimiento de su padre, Blanca se queda con la asesora presidencial, su madrastra Regina Ortega (Karina Jordán), quien se casó con su padre después de la extraña muerte de su madre, todo esto cuando Blanca era solo una niña. Regina por avaricia, le hará la vida imposible a Blanca.
- Bella Villarreal (Flavia Laos): Es la hija del Presidente de la República. Después de rechazar a su novio y casi ser maltratada, conoce a Aarón Ortiz (Stefano Salvini), un hombre con un triste pasado del cual podrán salir sentimientos amorosos.
- Danielle Coronado (Tatiana Calmell): Una chica maltratada por su madrastra y sus dos hermanastras. Un día después de ser culpada de robo por una de ellas, conoce a Felipe La Torre (Mauricio Abad); el hijo del Alcalde de la Ciudad de los Reyes, un lindo chico que rápidamente se enamora de ella.
- Rapunzel La Torre (Priscila Espinoza): Es la «hija» del Alcalde de la Ciudad de los Reyes quien sufre de una enfermedad que la hace estar en silla de ruedas y que le provoca que le quede poco tiempo de vida. Ella tendrá que descubrir quién es su verdadera familia y conquistar al amor de su vida, el hijo del Presidente de la República, Arturo Villarreal (Juan Ignacio Di Marco).

## Reparto

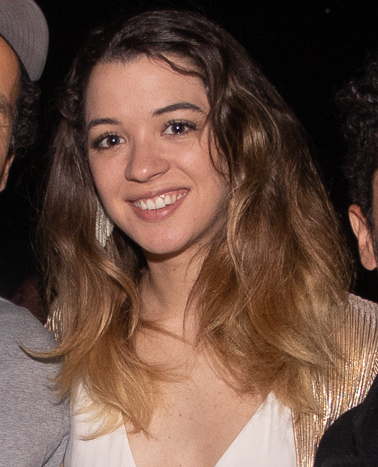
Fiorella Pennano es Blanca del Bosque.

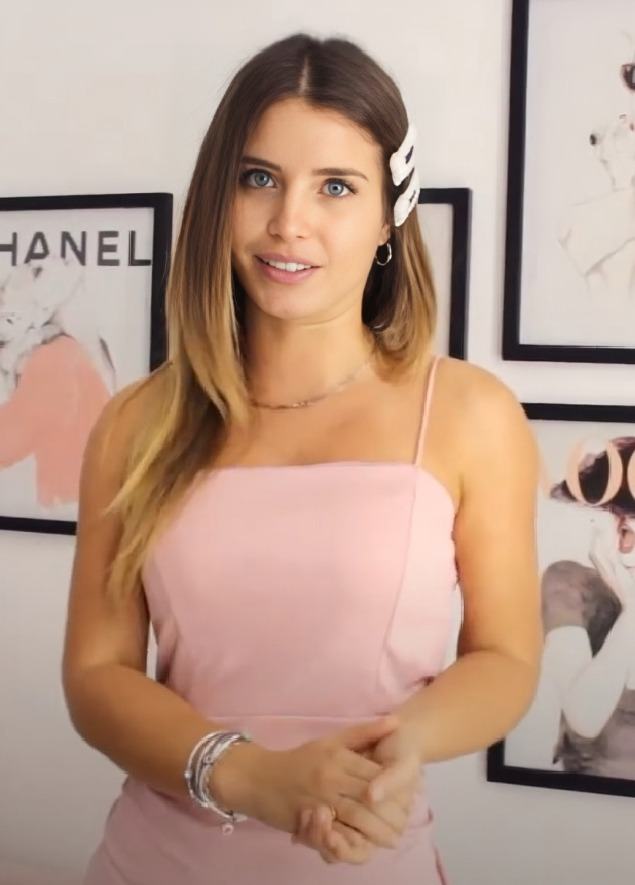
Flavia Laos es Bella Villarreal.

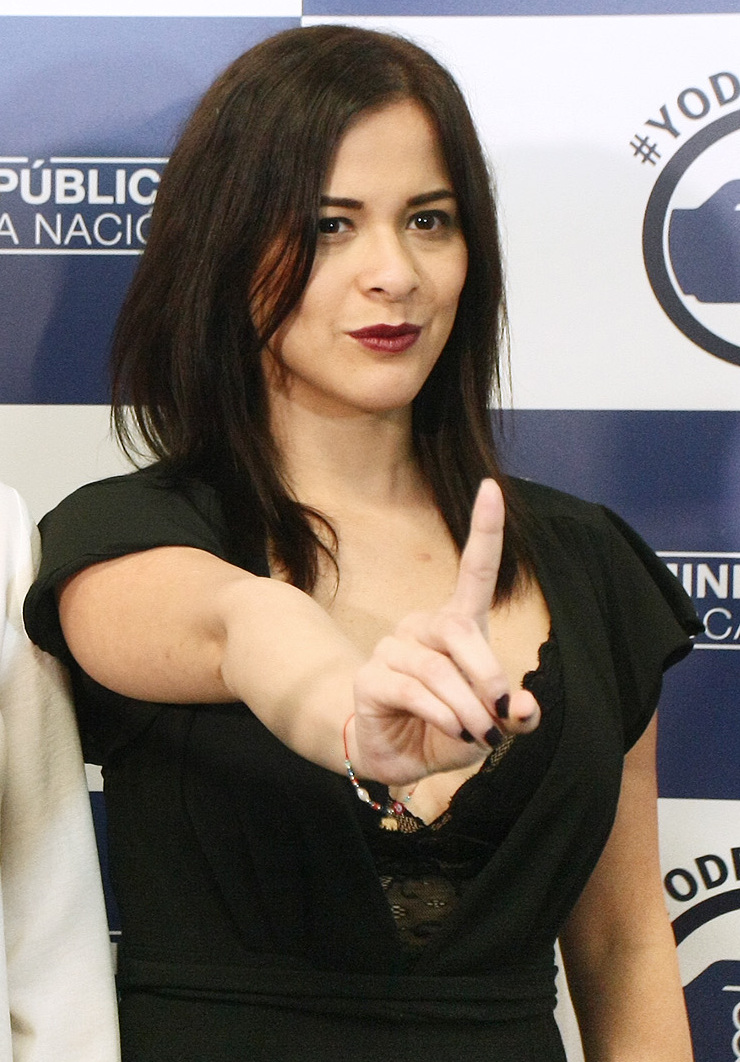
Karina Jordán es Regina Ortega.

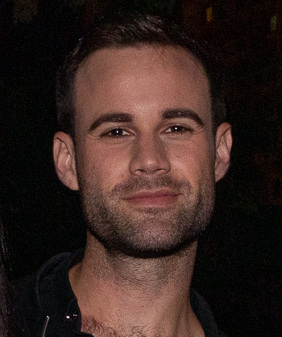
Sebastián Stimman es José Luis Campodónico.

Patricia Portocarrero es Maldina Espinoza.

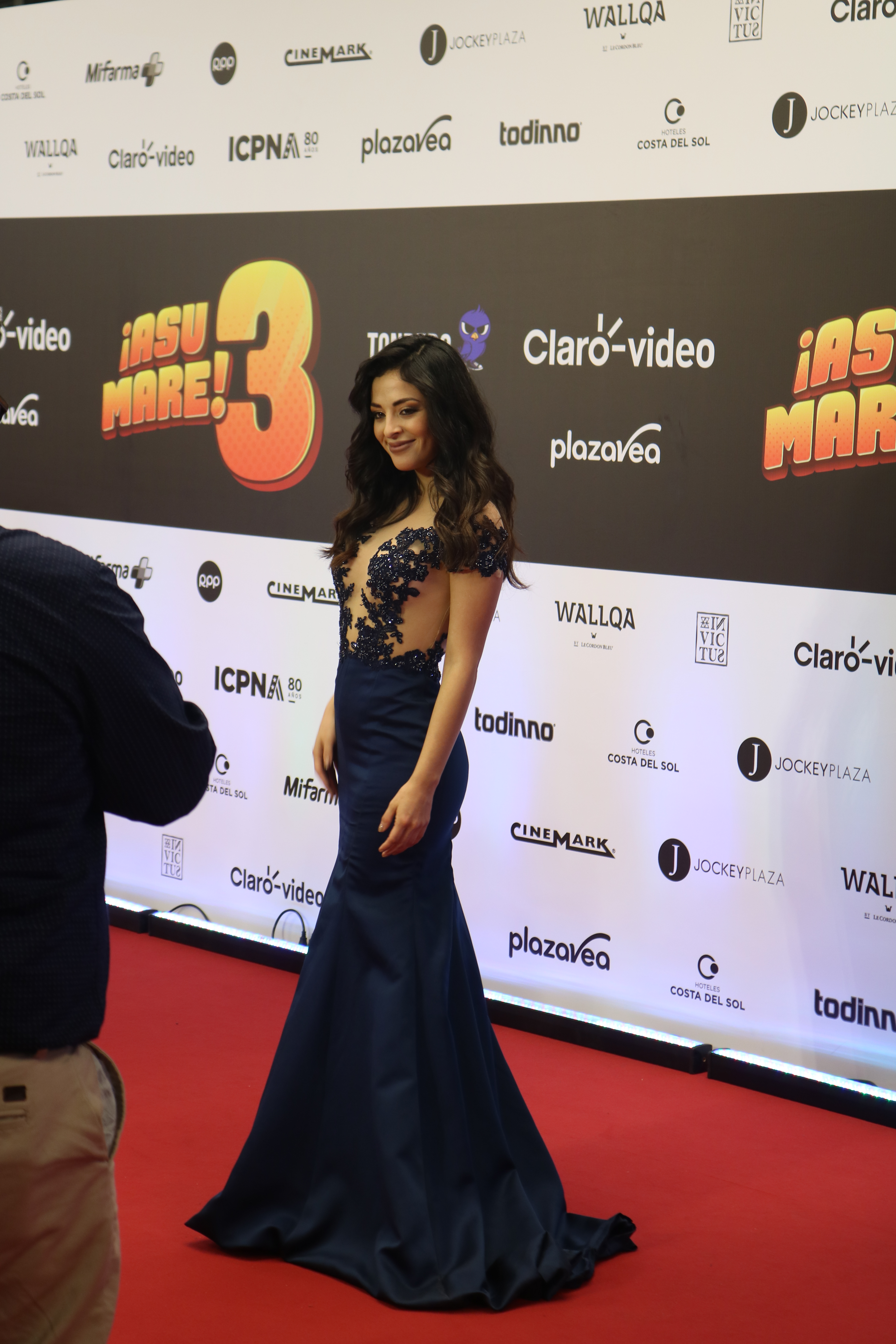
Andrea Luna es Zamara Machuca.

### Principales
- Fiorella Pennano como Blanca del Bosque Rubinni (Basada en la Princesa Blancanieves): Una mujer valiente y decidida que enfrenta su destino con la fuerza del amor. Tiene una conexión especial con los animales. Tras la muerte de sus padres se queda a cargo de su madrastra quien queriendo quitarle su herencia la manda a matar. Sin embargo, es salvada por siete ladrones a quienes se une para vengarse de su madrastra y recuperar su vida normal.[3]
- Francisco Andrade como Sebastián Aramburú (Basado en el Príncipe Azul de Blancanieves): Un joven apuesto argentino que trabaja como cantante. Se enamora a primera vista de Blanca y se convierte en amante de Regina. Tras descubrir la verdad, apoya a Blanca para liberarla de las garras de su malvada madrastra.[4]
- Flavia Laos como Bella Villarreal Castilla (Basada en la Princesa Bella): Hija del Presidente de la República y hermana de Arturo. Es una joven y bella mujer que tras conocer a un hombre de aspecto oscuro y de nobles sentimientos luchará por su amor.[3]
- Stefano Salvini como Aarón Ortiz de Guzmán y Lazareno «La Bestia» (Basado en el Príncipe / la Bestia de La Bella y la Bestia): Es un vagabundo lleno de miedos por los prejuicios de la sociedad y con un pasado triste por su dura infancia. Vive en una casa abandonada rodeado de pequeños fantasmas. Tras conocer a Bella se enamora de ella y lucha por su amor.[5]
- Priscila Espinoza como Violeta Coronado / Rapunzel La Torre Ramírez (Basada en la Princesa Rapunzel): Una joven dulce y noble. De bebé fue secuestrada y separada de su madre para luego ser entregada a una familia de clase alta. De adulta, vive prácticamente encerrada en su casa debido a una extraña enfermedad que la deja parapléjica y con poco tiempo de vida.[6][3]
- Juan Ignacio Di Marco como Arturo Villarreal Castilla (Basado en el Príncipe Encantador de Rapunzel): Hijo del Presidente de la República y hermano de Bella. Es relajado e irresponsable. Sin embargo, cambia su personalidad tras compartir tiempo con Rapunzel de quien finalmente se enamora.[7]
- Tatiana Calmell como Danielle Coronado (Basada en La Cenicienta): Es una joven humilde y soñadora que tras la muerte de su padre se ve obligada a sufrir por los maltratos de su madrastra y sus dos hermanastras siendo únicamente amparada por su madrina Ada.[3]
- Mauricio Abad como Felipe La Torre Ramírez (Basado en el Príncipe Encantador de La Cenicienta): Hijo del Alcalde de la Ciudad de los Reyes y hermano de Rapunzel. Se enamora perdidamente de Danielle tras bailar con ella en una noche de gala por lo que se propone a buscarla. Sin embargo, comienza a vivir cegado por las mentiras de Zamara.[8]
- Alessa Esparza como Victoria «Vicky» Tucci (Basada en La Caperucita Roja): Mejor amiga de Rapunzel. Se convierte en la amante de Carlos La Torre, el padre de su amiga.[9]
- Ana Cecilia Natteri como Elvira Hurtado (Basada en Lady Gothel de Rapunzel): Una mujer mayor con un pasado oscuro. Trabaja como ama de casa de los La Torre Ramírez. En el pasado, secuestró a Rapunzel separándola de su madre Ada para luego entregársela a Diana fingiendo haberla comprado para ella.[10]
- Andrea Luna como Zamara Machuca Espinoza (Basada en una de las hermanastras de La Cenicienta): Hermanastra de Danielle a la que odia, envidia, humilla y maltrata con frecuencia. Se enamora de Felipe y tras enterarse de la conexión que él tiene con Danielle le inventa múltiples mentiras sobre ella para separarlos.[11]
- César Ritter como Tony Guerrero (Basado en el Leñador de Hansel y Gretel): Padre de Gretel y exesposo de Fiorella. Es irresponsable y mujeriego.[12]
- Claret Quea como Virus (Basado en uno de los siete enanitos de Blancanieves): Miembro de la banda de ladrones que rescató a Blanca. De carácter divertido y elocuente.[13]
- Eduardo Pinillos como Tanque (Basado en uno de los siete enanitos de Blancanieves): Miembro de la banda de ladrones que rescató a Blanca. De contextura robusta.[13]
- Francisco Donovan como Marlon Carbajal M. (Basado en el Cazador de Blancanieves): Policía corrupto y compañero de Fiorella de quien se enamora. Es un infiltrado en la policía que trabaja para Regina realizando múltiples trabajos oscuros para ella.
- Giuliana Muente como Úrsula Rosario Machuca Espinoza (Basada en una de las hermanastras de La Cenicienta): Hermanastra de Danielle. En un inicio, la maltrataba y humillaba. Sin embargo, luego cambia de actitud enamorándose de Chuncho y convirtiéndose en aliada y confidente de Danielle.[14]
- Guillermo Castañeda como Benito Corchuelo Zapata «Chuncho» (Basado en uno de los siete enanitos de Blancanieves): Enamorado de Úrsula y miembro de la banda de ladrones que rescató a Blanca. Junto a Gringo apoya a Blanca en su venganza contra su madrastra.[15]
- Javier Delgiudice como Gaspar Villarreal (Basado en el Rey de La Bella y la Bestia y Rapunzel): Presidente de la República y padre de Bella y Arturo. Vive ocupado por lo que no tiene tiempo para su esposa ni para sus hijos.[16]
- Jimena Lindo como Fiorella Espinoza Troncoso (Basada en la fallecida esposa del Leñador de Hansel y Gretel): Capitana de policía. Es la hermana menor de Maldina, madre de Gretel y exesposa de Tony. Se enamora de Marlon sin saber sobre su verdadera personalidad.[17]
- Karina Jordán como Regina Ortega Vda. de Del Bosque (Basada en la Reina Malvada de Blancanieves): Asesora presidencial. Es la malvada madrastra de Blanca estando obsesionada con su belleza y con acabar con ella luego de haber asesinado a sus padres.[11]
  - Jordán también aparece como el reflejo en el espejo (Basada en el Espejo Mágico de Blancanieves): Una entidad maligna y mágica plasmada a través del espejo de Regina, a quien refleja aconsejándola en sus planes contra Blanca.
- Leslie Stewart como Diana Ramírez Picilli de La Torre (Basada en la Reina de La Cenicienta y Rapunzel): Madre biológica de Felipe y madre adoptiva de Rapunzel. Es cariñosa con sus hijos y desconoce los crímenes que cometió Elvira, su ama de llaves.[18]
- Germán «Manchi» Ramírez como Jefferson López «Gringo» (Basado en uno de los siete enanitos de Blancanieves): Mejor amigo de Chuncho. Es miembro de la banda de ladrones que rescató a Blanca. Junto a Chuncho acompaña a Blanca en su cruzada de venganza en contra de su madrastra.[13]
- Monserrat Brugué como Ada Coronado (Basada en El Hada Madrina de La Cenicienta y la Reina de Rapunzel): En el pasado, le robaron a su hija recién nacida por lo que inicia una incansable búsqueda para encontrarla. También es la madrina de Danielle a quien cuida, protege y quiere como a una hija.[19]
- Norma Martínez como Josefina Castilla de Villarreal (Basada en la Reina de La Bella y la Bestia y Rapunzel): Primera dama de la República y madre de Bella y Arturo. Tras no ser feliz en su matrimonio le termina siendo infiel a su esposo.[20]
- Omar Milla como Goliat (Basado en uno de los siete enanitos de Blancanieves): Miembro de la banda de ladrones que rescató a Blanca.[13]
- Pablo Saldarriaga como Damián Hurtado (Basado en uno de los siete enanitos de Blancanieves): Líder de la banda de ladrones que rescató a Blanca. Es el hijo de Elvira quien no lo quiere y en cambio lo detesta por ser producto de una violación. A raíz de dicho odio, él chantajea a su madre pidiendo dinero a cambio de no confesarle la verdad a Diana sobre Rapunzel.[21]
- Patricia Portocarrero como Maldina Perpetua Espinoza Troncoso Vda. de Machuca Vda. de Coronado (Basada en la Madrastra de La Cenicienta): Madre de Zamara y Úrsula. Es la madrastra de Danielle a la que le hace la vida imposible. Es malvada, divertida y en el fondo tiene algo de «bondad» llegando a querer un poco a su hijastra.[11]
- Sebastián Stimman como José Luis Campodónico: Es el exenamorado de Bella, a quien celaba y maltrataba fingiendo quererla. Es abusivo, mentiroso y manipulador haciendo de todo para separar a Bella de Aarón.[22]
- Sergio Galliani como Carlos La Torre Mendoza (Basado en el Lobo feroz de La Caperucita Roja y el Rey de La Cenicienta y Rapunzel): Alcalde de la Ciudad de los Reyes. Es el padre de Felipe y Rapunzel y esposo de Diana a quien le es infiel con Victoria.[23]
- Uma Mikati como Gretel Guerrero Espinoza (Basada en Gretel de Hansel y Gretel): Hija de Tony y Fiorella y sobrina de Maldina. Es estudiosa y responsable.
- Walter Ramírez como Pistolas (Basado en uno de los siete enanitos de Blancanieves): Miembro de la banda de ladrones que rescató a Blanca.[13]
- Paul Vega como Luciano Díaz: El amor juvenil de Josefina. Varios años después, se reencuentra con ella, iniciándose una relación extramatrimonial entre ambos.[24]
- Saskia Bernaola como Federica Zorrilla Acosta (Basada en el Zorro de Las aventuras de Pinocho): Excompañera de colegio de Maldina. Es una estafadora profesional. Tras volver a la vida de Maldina, la estafa quedándose con la mitad de sus propiedades.[25]
- Kathy Serrano como Grimalda (Basada en la Reina de Corazones de Alicia en el país de las maravillas): Una malvada y corrupta enfermera. Fue contratada por Regina para que controle, sobremedique y torture a Blanca.[26]

### Recurrentes e invitados especiales
- Amy Gutiérrez como Alicia Barrionuevo (Basada en Alicia de Alicia en el país de las maravillas): Mejor amiga de Danielle.[27]
- Tito Vega como Gordillo: Oficial de policía al mando de Fiorella.
- Rodrigo Colareta como Franco: Exenamorado de Victoria.[28]
- Claudia Serpa como Brigitte: Amante de Tony.
- Magaly Bolívar como La Bruja: Mujer que adivina la historia de varios personajes especialmente la de Rapunzel.
- Óscar Carrillo como César Ortiz: Padre de Aarón.[29]
- Paco Varela como Dr. Medina.
- Willy Gutiérrez como Don Renato Moscoso.
- Oscar Beltrán como Zamarinas.
- Caroll Chiara como Bertha.
- Natalia Bonifaz como Esther.
- José Miguel Arbulú como Abogado de Regina.

## Banda sonora
| N.º | Tema                      | Intérprete                    | Personajes         | Actores                                    | Ref.   |
| --- | ------------------------- | ----------------------------- | ------------------ | ------------------------------------------ | ------ |
| 1   | «Princesas»               | Nicole Pillman                | Tema principal     | Tema principal                             | [ 30 ] |
| 2   | «La fuerza del corazón»   | Fiorella Pennano              | Blanca             | Fiorella Pennano                           | [ 31 ] |
| 3   | «Lo bueno llega al final» | Nicole Pillman                | Danielle           | Tatiana Calmell                            | [ 32 ] |
| 4   | «Seré tu princesa»        | Priscila Espinoza             | Rapunzel           | Priscila Espinoza                          | [ 33 ] |
| 5   | «Entra en mi vida»        | Flavia Laos y Stefano Salvini | Bella y Aarón      | Flavia Laos y Stefano Salvini              | [ 34 ] |
| 6   | «Envenenada»              | Andrea Luna                   | Regina             | Karina Jordán                              | [ 35 ] |
| 7   | «Y llegaste tú»           | Alessa Esparza                | Victoria y Carlos  | Alessa Esparza y Sergio Galliani           | [ 36 ] |
| 8   | «Mi peor versión»         | Andrea Luna                   | Zamara             | Andrea Luna                                | [ 37 ] |
| 9   | «¿Por qué no me miras?»   | Giuliana Muente               | Úrsula y Chuncho   | Giuliana Muente y Guillermo Castañeda      | [ 38 ] |
| 10  | «Lo hice por ti»          | Mia Mont                      | Josefina y Gaspar  | Norma Martínez y Javier Delgiudice         | [ 39 ] |
| 11  | «En la otra vida»         | Diana Burco                   | Josefina y Luciano | Norma Martínez y Paul Vega                 | [ 40 ] |
| 12  | «Rescátame»               | Stefano Salvini               | Aarón              | Stefano Salvini                            | [ 41 ] |
| 13  | «Estar contigo»           | Mia Mont                      | Fiorella y Tony    | Jimena Lindo y César Ritter                | [ 42 ] |
| 14  | «No te escondas»          | Sergio González Rosas         | Catalina y Arturo  | Korina Rivadeneira y Juan Ignacio Di Marco | [ 43 ] |
| 15  | «Amén»                    | Amy Gutierrez                 | Rapunzel y Ada     | Priscila Espinoza y Monserrat Brugué       |        |
| 16  | «No me atreví»            | Juan Ignacio Di Marco         | Arturo y Rapunzel  | Juan Ignacio Di Marco y Priscila Espinoza  | [ 44 ] |

## Lanzamiento
El 27 de agosto de 2019, se lanzó el avance oficial del piloto de la telenovela en el cual se mostró que inicialmente contaba con las participaciones de Fiorella Pennano, Alondra García Miró, Andrés Wiese, Alessandra Fuller, Stefano Salvini, Flavia Laos, Martín Velásquez, Nico Argolo, Patricia Portocarrero, Mayra Goñi, Jely Reátegui, Karina Jordán, Gustavo Borjas, George Slebi, Javier Valdés, Johanna San Miguel, Sergio Galliani, Leslie Stewart, Norma Martínez, Katia Condos, Claret Quea, Pablo Saldarriaga, la primera actriz Ana Cecilia Natteri, entre otros.
La telenovela sufrió de retrasos debido a la pandemia de COVID-19. Sin embargo, finalmente se estrenó el 1 de diciembre de 2020 sustituyendo a la telenovela Mi vida sin ti y finalizó el 26 de febrero de 2021 siendo sustituida por el regreso de la telenovela Dos hermanas.

## Serie secuela
La secuela de la telenovela titulada Brujas fue grabada desde mediados de 2021 hasta los primeros meses de 2022 con su estreno estando previsto para el 2023 o 2024 lo cual finalmente no se dio. Sin embargo, luego de varios retrasos en su estreno, finalmente fue lanzada el 4 de enero de 2025 a través de la plataforma Vix. Según declaraciones del elenco principal, esta secuela sería mucho más oscura e intensa que su predecesora en donde se verían temas fuertes y se podrían evidenciar secretos además de profundizar en las partes más oscuras de las vidas de sus protagonistas, además de presentar a nuevas princesas y principalmente a nuevas brujas. Según informes del equipo técnico, en esta secuela continuarían en su elenco principal Tatiana Calmell como Danielle, Priscila Espinoza como Rapunzel, Juan Ignacio Di Marco como Arturo, Patricia Portocarrero como Maldina y Andrea Luna como Zamara acompañados de Leslie Stewart como Diana, Sergio Galliani como Carlos, Ana Cecilia Natteri como Elvira, Monserrat Brugué como Ada, Jimena Lindo como Fiorella, César Ritter como Tony, Giuliana Muente como Úrsula, Alessa Esparza como Victoria, Germán Ramírez como Gringo y Amy Gutiérrez como Alicia, pero también contaría con nuevas incorporaciones en su elenco principal como Alejandro Roca Rey como Felipe, Ximena Palomino como Aurora (basada en la princesa titular del cuento La bella durmiente), Gabriel Gonzáles como Gabriel (basado en el Príncipe de La bella durmiente) y Katerina D'Onofrio como Morgana (basada en el Hada Malvada de La bella durmiente) acompañados de Lilian Schiappa-Pietra como Mía, Juan Carlos Rey de Castro, Manuel Guerrero, Óscar Yépez, Bernardo Scerpella como Pinocho (basado en el personaje homónimo del cuento Las aventuras de Pinocho), Claudio Calmet como Román, Aaron Picasso, entre otros. Además contaría con numerosas e importantes bajas en el elenco como Karina Jordán, Fiorella Pennano, Flavia Laos, Stefano Salvini, Francisco Andrade, Mauricio Abad y Korina Rivadeneira.[cita requerida]

## Premios y nominaciones

### Premios LucesdeEl Comercio
| Año  | Categoría                  | Nominación a    | Resultado | Ref.          |
| ---- | -------------------------- | --------------- | --------- | ------------- |
| 2020 | Mejor actriz de televisión | Tatiana Calmell | Nominada  | [ 46 ] [ 47 ] |
| 2020 | Mejor ficción              | Princesas       | Nominada  | [ 46 ] [ 47 ] |